# بركان نمرود
بركان نمرود (بالتركية: Nemrut Dağı)، (بالأرمنية: Սարակն)، (بالكردية: Çiyayê Nemrud) هو بُركان خامد يقع في بلدة كاهاتا التابعة لمحافظة أديامان، جنوب شرق الأناضول (أنقرة-تركيا)، بالقُرب من بحيرة وان.